# Rhagoletotrypeta parallela
Rhagoletotrypeta parallela är en tvåvingeart som beskrevs av Allen L.Norrbom 1994. Rhagoletotrypeta parallela ingår i släktet Rhagoletotrypeta och familjen borrflugor. Inga underarter finns listade i Catalogue of Life.